# Сарыйылдыз, Файсал
Файсал Сарыйылдыз (тур. Faysal Sarıyıldız, род. 10 апреля 1975) — турецкий политик, член Демократической партии народов.

## Биография
Родился 10 апреля 1975 года в Джизре. Изучал машиностроение в университете Харран. Писал для курдских изданий «Ülkede Gündem» и «Özgür Bakış». В апреле 2009 года был арестован по подозрению в членстве в курдской организации «Союз общин Курдистана».
В июне 2011 года был избран членом Великого национального собрания. Он баллотировался как независимый кандидат, но его поддержал Блок труда, демократии и свободы. Несмотря на то, что Сарйылдыз был избран, он не смог стать депутатом, поскольку согласно решению суда на него не распространяется депутатская неприкосновенность. В январе 2014 года суд вынес решение согласно которому упомянутое выше решение является нарушением прав Сарыйылдыза как избранного парламентария. После этого он был освобождён из тюрьмы вместе с оказавшимися в сходной ситуации Сельмой Ырмак, Гюльсер Йылдырым, Кемалем Акташем и Ибрахимом Айханом. Затем они принесли в парламенте присягу. Переизбирался в ходе очередных выборов в июне 2015 года и внеочередных в ноябре того же года. Помогал раненным во время происходивших зимой 2015-16 годов в Джизре столкновений между турецкими военными и боевиками Рабочей партии Курдистана, а также призывал ООН помочь в решении конфликта. В апреле 2016 года покинул Турцию, вскоре в ней был выдан ордер на его арест.
После эмиграции продолжил заниматься защитой прав курдов. 5 июня 2017 года министр внутренних дел Турции заявил, что находящиеся за границей 130 граждан Турции, которые подозреваются в связях с террористами, будут лишены гражданства, если не вернутся в течение трёх месяцев, в этом списке, помимо прочих, был и Сарыйылдыз. 7 сентября 2017 года Файсал Сарыйылдыз и Тугба Хезер Озтюрк большинством голосов были лишены статуса депутата. На следующий день Конституционный суд подтвердил данное решение.